# Ốc sứ đốm
Ốc sứ đốm (Danh pháp khoa học: Erosaria turdus) là một loài ốc biển trong họ Cypraeidae. Loài này phân bố ở Biển Đỏ, Ấn Độ Dương, ở Việt Nam chúng có mặt tại Vịnh Văn Phong Bến Gỏi. Chúng là loài giá trị làm đồ mĩ nghệ vì vỏ ốc đẹp.

## Đặc điểm
Vỏ nhỏ, dài khoảng 32mm. Mặt lưng màu xám có những đốm màu nâu nhỏ, mịn. ở gần mép bụng có những đốm lớn với màu sẫm thưa hơn. Mặt lưng và bụng ngăn cách bởi một gờ cao chạy quanh vỏ. Mặt bụng màu trắng. Lỗ mở rộng, răng thô và thưa. ống ở vùng triều và dưới triều đáy cứng. Thường ẩn trong các rạn san hô hoặc hốc đá.

## Phân loài
- Erosaria turdus dilatata (Dunker, R.W., 1852) [2]
- Erosaria turdus distinguenda (Lamarck, J.B.P.A. de, 1810) [3]
- Erosaria turdus micheloi Chiapponi, 2009 [4]
- Erosaria turdus pardalina (Dunker, R.W., 1852) [5]
- Erosaria turdus turdus (Lamarck)
- Erosaria turdus winkworthi Schilder, F.A. & M. Schilder, 1938 [6]